# Jerome Robbins
Jerome Robbins, właśc. Jerome Wilson Rabinowitz (ur. 11 października 1918, zm. 29 lipca 1998) – amerykański choreograf, reżyser, tancerz i producent teatralny, który pracował w balecie klasycznym, na scenie, w filmie i telewizji. Znany z pracy przy musicalach: On the Town, Piotruś Pan, West Side Story, High Button Shoes, Wonderful Town, Bells Are Ringing i Skrzypek na dachu. Jako reżyser filmowy, w 1956 przeniósł na ekran musical Król i ja. Pięciokrotny laureat Tony Award, odznaczony Kennedy Center Honors. W 1961 wspólnie z Robertem Wise zdobył Oscara za najlepszą reżyserię filmowej wersji West Side Story.
Był osobą biseksualną. 

## Nagrody
- Nagroda Akademii Filmowej
  - Najlepszy reżyser: 1962 West Side Story
  - 1962 Oscar Honorowy